# モントーポリ・ディ・サビーナ
モントーポリ・ディ・サビーナ（伊: Montopoli di Sabina）は、イタリア共和国ラツィオ州リエーティ県にある、人口約4,100人の基礎自治体（コムーネ）。

## 地理

### 位置・広がり
リエーティ県のコムーネ。県都リエーティから南西へ22kmの距離にある。

#### 隣接コムーネ
隣接するコムーネは以下の通り。括弧内のRMはローマ県所属を示す。
- カステルヌオーヴォ・ディ・ファルファ
- ファーラ・イン・サビーナ
- フィアーノ・ロマーノ (RM)
- モンテリブレッティ (RM)
- ナッツァーノ (RM)
- ポッジョ・ミルテート
- サリザーノ
- トッリータ・ティベリーナ (RM)

### 気候分類・地震分類
モントーポリ・ディ・サビーナにおけるイタリアの気候分類 (it) および度日は、zona D, 2056 GGである。
また、イタリアの地震リスク階級 (it) では、zona 2B (sismicità media) に分類される。

## 行政

### 分離集落
モントーポリ・ディ・サビーナには、以下の分離集落（フラツィオーネ）がある。
- Bocchignano, Casenove, Ferruti,Granica di Montopoli, Ponte Sfondato, Ponticchio, Santa Maria